# Ludwigskirche
De Ludwigskirche is een barokke kerk in de Duitse stad Saarbrücken.
De kerk werd samen met het omliggende plein ontworpen door Friedrich-Joachim Stengel. Hij deed dit in opdracht van vorst Willem Hendrik van Nassau-Saarbrücken.
De bouw begon in 1762. Op 25 augustus 1775 werd de kerk ingewijd.